# Overload (musikgrupp)
Overload är ett svenskt metalband från Bollnäs som bildades 1987. Bandet spelar traditionell metal med influenser från många håll, hård musik med melodi och harmoni. Overload spelade 1993 in CD:n Difference Of Opinion på skivbolaget Black Mark. Bandet återförenades 2006 efter några års uppehåll och har för närvarande inget skivkontrakt. De senaste inspelningarna är utgivna som egna produktioner. 
Tony, Stefan och Tony är nu aktiva i bandet Gormathon.  

## Medlemmar
Nuvarande medlemmar
- Tony "Ztövarn" Frisk (Tony Sunnhag)  – basgitarr, sång (1987– )
- Tony "Zemper" Sandberg – trummor (1987– )
- Stefan "Zteine" Jonsson – gitarr (1992– )

Tidigare medlemmar
- Carina Englund – gitarr (1992–1996)
- Mats-Ola "Matte" Lindblom – gitarr (1989–1992)
- Hans "Hasse" Ottosson – gitarr (1989–1992)
- Bengt-Olof "Benke" Sandberg – basgitarr (1987–1996)

## Diskografi
Studioalbum
- Difference of Opinion (1993)
- The Dark Side of Ambition (2007)
- The Procession of Tartaros (2008)

EP
- Whiskey Drinking Woman (1990) [2]
- Second Stroke (1991) (som singlen, men med ett extra spår: "Motorcycle Man (remix)")[3][4]
- Back on Track (2006)

Singlar
- "Second Stroke" (1991)

Samlingsalbum
- National Confusion (1994)